# Korona austro-węgierska

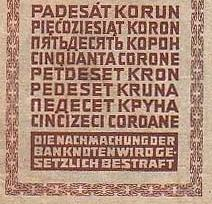
Napisy w językach Przedlitawii na banknocie 50 koron austro-węgierskich

Korona austro-węgierska (niem. Österreichisch-ungarische Krone) – jednostka walutowa Austro-Węgier w latach 1892–1918.

## Historia
Korona austro-węgierska została wprowadzona do obiegu w 1892, w związku z reformą walutową mającą zastąpić złotego reńskiego. Ostra dysproporcja między złotym reńskim mającym oparcie w srebrze (którego ceny były nieproporcjonalnie niższe od cen złota), a obcymi walutami opartymi na złocie przynosiła Austrii spore straty w handlu i wymianie międzynarodowej. Zjawisko to pogłębiło się na początku lat 70. XIX w., kiedy Niemcy i kraje skandynawskie również przyłączyły się do systemu waluty złotej. W tym okresie prawie wszystkie kraje Europy i Stanów Zjednoczonych przyjęły już system waluty złotej. Wprowadzenie nowej waluty opartej na złocie stało się więc dla Austro-Węgier nieodzowną koniecznością.
Złote reńskie wymieniano na korony w relacji 1:2. Wymiana nie została przyjęta przez ludność monarchii z entuzjazmem i jeszcze przez wiele lat po wprowadzeniu korony wielu mieszkańców Austro-Węgier nadal liczyło w złotych reńskich, do których byli przywiązani od dziesięcioleci. Korona o masie 5 g odpowiadała 4,175 g srebra próby 835/1000 i dzieliła się w Austrii na 100 halerzy, na Węgrzech na 100 fillérów. Emitentem nowej waluty był powołany do życia w 1878, a utworzony w 1880 r. Bank Austriacko-Węgierski (Oesterreichisch-Ungarische Bank), który jednak nie był zobowiązany do wymiany emitowanych przez siebie banknotów na złoto. W latach 1900–1918 bank ten emitował wspólne dla Przedlitawii i Zalitawii banknoty (do 1900 w obiegu były nadal stare banknoty w złotych reńskich), oraz w latach 1892–1918 odrębne monety: inne dla krajów austriackich, inne dla krajów Korony Świętego Stefana.
Monety austriackie wybijane były w mennicach w Wiedniu (bez jakichkolwiek oznaczeń) i w Kremnicy (oznaczane literami KB). Na banknotach zwykle na awersie umieszczone były napisy w języku niemieckim i językach Przedlitawii, najczęściej w kolejności: czeski, polski, rusiński, włoski, słoweński, chorwacki, serbski i rumuński. Na rewersie umieszczone były napisy w języku węgierskim. Węgrzy nie dopuszczali napisów w innych językach Zalitawii. Większość z nich była jednak umieszczona na awersie banknotów, czyli na stronie austriackiej (chorwacki, serbski, rumuński i rusiński), z tego powodu, że narodowości te zamieszkiwały również Przedlitawię. Zabrakło jedynie napisów w języku słowackim, ponieważ Słowacy nie mieszkali w Przedlitawii.
W następstwie Wielkiej Wojny doszło do znacznego pogorszenia kursu korony i wyparcia z obiegu monet srebrnych i złotych przez pieniądz papierowy. W schyłkowych latach wojny z rynku pieniężnego zaczęły znikać nawet drobne monety wykonane z metali nieszlachetnych, co spowodowało wydanie monet halerzowych bitych z żelaza, a w końcu nawet dochodziło do tego, że rozrywano banknoty mniejszych nominałów na połówki lub ćwiartki, aby zrekompensować nimi brak bilonu. Wydatki wojenne Austro-Węgier były tylko w niewielkiej części finansowane z podatków, a większość funduszy pochodziła z obligacji wojennych. Rosło zadłużenie rządu, kładąc się cieniem na kondycję Banku Austriacko-Węgierskiego. Wartość pieniędzy pozostających w obiegu niemal eksplodowała z 3,4 miliarda koron w okresie poprzedzającym wybuch wojny, do 42,6 miliarda podczas trwania wojny. Pociągnęło to za sobą natychmiastowy szesnastokrotny wzrost cen w okresie trwania wojny. Władze doprowadziły do zwiększenia inflacji poprzez masowe drukowanie pieniędzy.

## Banknoty
| Nominał     | Awers | Rewers | Wymiary      | Rok wydania | Autor projektu                 |
| ----------- | ----- | ------ | ------------ | ----------- | ------------------------------ |
| 1 korona    |       |        | 113 × 68 mm  | 1916        | Hans Schramm                   |
| 2 korony    |       |        | 113 × 68 mm  | 1914        | Josef Pfeiffer Rudolf Rössler  |
| 2 korony    |       |        | 124 × 83 mm  | 1917        | Rudolf Junk Rudolf Rössler     |
| 10 koron    |       |        | 120 × 80 mm  | 1900        | Rudolf Rössler                 |
| 10 koron    |       |        | 135 × 80 mm  | 1904        | Josef Pfeiffer Rudolf Rössler  |
| 10 koron    |       |        | 150 × 80 mm  | 1915        | Josef Pfeiffer                 |
| 20 koron    |       |        | 135 × 90 mm  | 1900        | Rudolf Rössler                 |
| 20 koron    |       |        | 150 × 90 mm  | 1907        | Josef Pfeiffer Rudolf Rössler  |
| 20 koron    |       |        | 150 × 90 mm  | 1913        | Josef Pfeiffer                 |
| 25 koron    |       |        | 135 × 80 mm  | 1918        | Rudolf Rössler                 |
| 50 koron    |       |        | 150 × 100 mm | 1902        | Rudolf Rössler                 |
| 50 koron    |       |        | 160 × 100 mm | 1914        | Josef Pfeiffer                 |
| 100 koron   |       |        | 165 × 110 mm | 1902        | László Hegedűs                 |
| 100 koron   |       |        | 163 × 108 mm | 1910        | Koloman Moser                  |
| 100 koron   |       |        | 163 × 108 mm | 1912        | Josef Pfeiffer                 |
| 200 koron   |       |        | 168 × 100 mm | 1918        | Rudolf Rössler                 |
| 1000 koron  |       |        | 194 × 129 mm | 1902        | Heinrich Lefler Rudolf Rössler |
| 10000 koron |       |        | 192 × 128 mm | 1918        | Heinrich Lefler Rudolf Rössler |

## Po rozpadzie monarchii
Korona austro-węgierska obowiązywała na całym terytorium monarchii do 1918, a w samej Austrii (po rozpadzie Austro-Węgier po I wojnie światowej) do 20 grudnia 1924, kiedy zastąpił ją szyling austriacki (wymieniany po kursie 10 000 koron = 1 szyling). W Austrii od marca 1919 r. banknoty koronowe były stemplowane nadrukiem Deutschösterreich, aby odróżnić je od banknotów używanych nadal w krajach sukcesyjnych monarchii, które już wcześniej wdrożyły takie procedury (Królestwo SHS w styczniu 1919 r., a Czechosłowacja w lutym). Nie udało się jednak doprowadzić do stabilizacji kursu korony. Wymiana korony na szylingi spowodowana była szalejącą hiperinflacją, która wymknęła się spod kontroli latem 1921 r., i gwałtownym spadkiem wartości korony. Na sytuację tę wpłynęła klęska Austro-Węgier w wojnie, załamanie się produkcji przemysłowej i klęska nieurodzaju w rolnictwie. Na dodatek gospodarka austriacka musiała dopasować się do nowych warunków polityczno-gospodarczych stworzonych przez upadek monarchii i utratę większości terytorium tego do niedawna rozległego kraju: mała Austria została odcięta od krajowych źródeł surowców, które teraz musiała sprowadzać z zagranicy. Podobnie zmuszona została do importu energii i żywności. Subsydia na żywność, wydatki administracyjne i zasiłki socjalne w znacznym stopniu obciążały budżet młodej republiki i prowadziły do nieustannego powiększania się deficytu finansowego, co z kolei prowadziło do dewaluacji korony i galopującej inflacji. Doszło do tego, że w 1922 r. Austriacy zaczęli drukować banknoty o nominale 500 tysięcy koron.

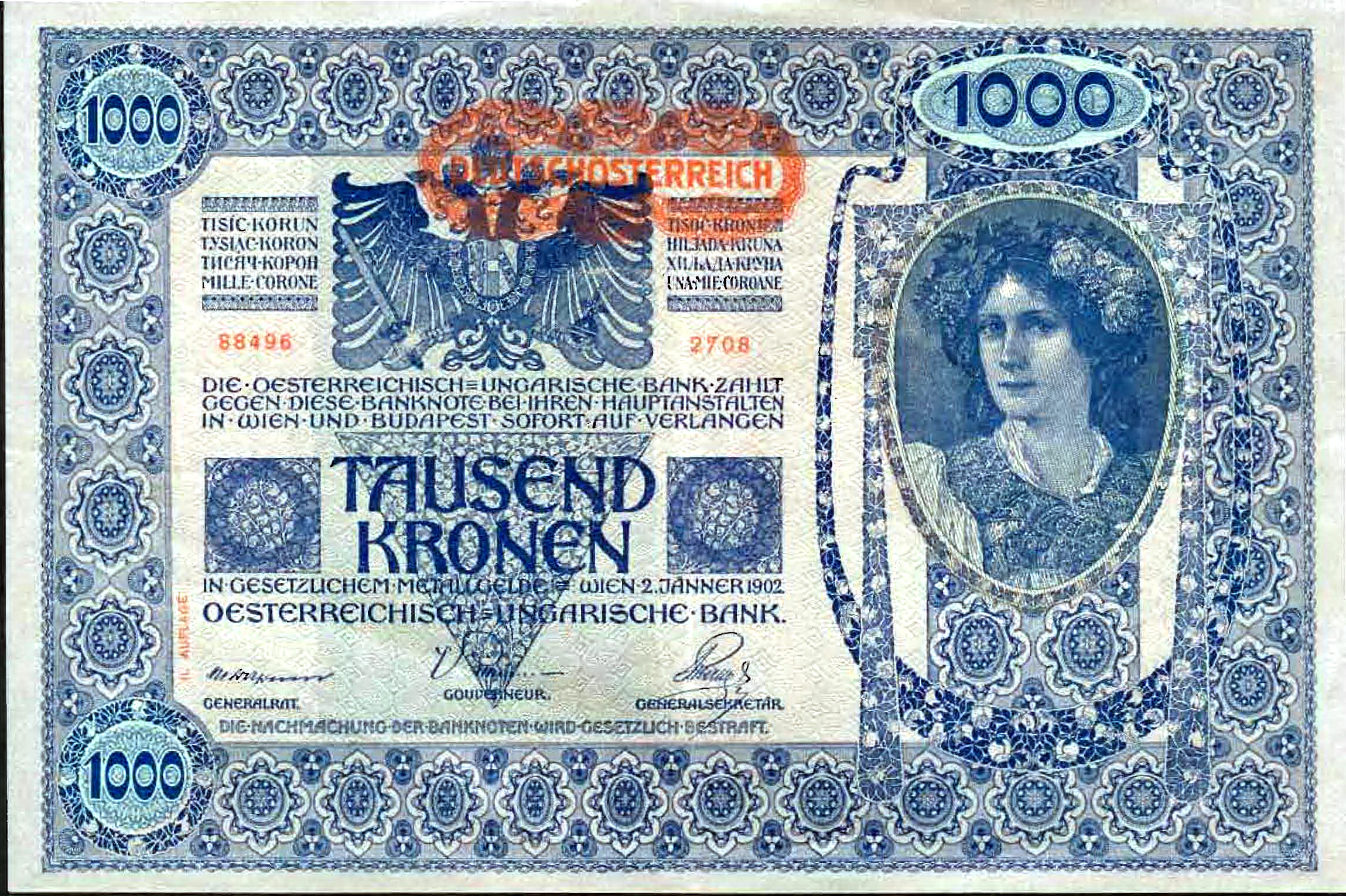
Banknot tysiąckoronowy z nadrukiem Deutschösterreich

Banknoty w walucie koronowej wydane w Austrii po rozpadzie Austro-Węgier w 1918 r. i będące środkiem płatniczym jedynie na terytorium Republiki Austrii:
- 1 korona (1922)
- 2 korony (1922)
- 10 koron (1922)
- 20 koron (1922)
- 100 koron (1922)
- 1000 koron (1922)
- 5000 koron (1922)
- 10 000 koron (1924)
- 50 000 koron (1922)
- 100 000 koron (1922)
- 500 000 koron (1922)

Korona austro-węgierska była w użyciu także w państwach powstałych po rozpadzie Austro-Węgier (w Polsce używana była na terenie Galicji, Śląska Cieszyńskiego i południowej części byłej Kongresówki znajdującej się w latach 1915–1918 pod okupacją austriacką) do czasu wprowadzenia tam własnych walut narodowych (korony czechosłowackiej w 1919, w 1920 serbskiego dinara, później przekształconego w dinar jugosłowiański i w 1927 węgierskiego pengő). Na Węgrzech i w Królestwie Serbów, Chorwatów i Słoweńców bezpośrednio przed wprowadzeniem nowych środków płatniczych w obiegu były przestemplowane banknoty koron austro-węgierskich nazywane odpowiednio koronami węgierskimi i koronami serbochorwacko-słoweńskimi.
W Polsce decyzją Sejmu z 15 stycznia 1920 ustalono kurs wymiany na 100 koron za 70 marek polskich. Wymianę zakończono w maju 1920.

## Monety
W tabeli przedstawione są wszystkie monety austriackie w walucie koronowej wybijane w latach 1892–1918 z pominięciem złotej 20 koronówki z wizerunkiem cesarza Karola I. Moneta ta została wybita w 1918 r. w nakładzie 2 tys. egzemplarzy (złoto próby 900, waga 6,775 g), a następnie przetopiona. Zachował się jeden egzemplarz tej najprawdopodobniej najrzadszej monety austriackiej.
| Nominał    | Rok wydania | Materiał      | Waga      | Średnica | Wizerunek |  | Nominał    | Rok wydania | Materiał      | Waga      | Średnica | Wizerunek |
| 1 halerz   | 1892, 1893, 1894, 1895, 1896, 1897, 1898, 1899, 1900, 1901, 1902, 1903, 1909, 1910, 1911, 1912, 1913, 1914, 1915, 1916                         | brąz          | 1,66 g    | 17 mm    |           |  | 1 halerz   | 1916 (jak poprzednie, lecz z herbem Austrii, zamiast dotychczasowego Habsburgów na piersi orła)                                  | brąz          | 1,66 g    | 17 mm    |           |
| 2 halerze  | 1892, 1893, 1894, 1895, 1896, 1897, 1898, 1899, 1900, 1901, 1902, 1903, 1904, 1905, 1906, 1907, 1908, 1909, 1910, 1911, 1912, 1913, 1914, 1915 | brąz          | 3,32 g    | 19 mm    |           |  | 2 halerze  | 1916, 1917, 1918 | żelazo        | 2,77 g    | 17 mm    |           |
| 10 halerzy | 1892, 1893, 1894, 1895, 1907, 1908, 1909, 1910, 1911                                                                                           | nikiel        | 3,0 g     | 19 mm    |           |  | 10 halerzy | 1915, 1916 | miedzionikiel | 3,0 g     | 19 mm    |           |
| 10 halerzy | 1916 (jak poprzednia, lecz z uproszczonym herbem Habsburgów na piersi orła)                                                                    | miedzionikiel | 3,0 g     | 19 mm    |           |  | 20 halerzy | 1892, 1893, 1894, 1895, 1907, 1908, 1909, 1911, 1914                                                                             | nikiel        | 4,0 g     | 21 mm    |           |
| 20 halerzy | 1916, 1917, 1918 | żelazo        | 3,33 g    | 21 mm    |           |  | 1 korona   | 1892, 1893, 1894, 1895, 1896, 1897, 1898, 1899, 1900, 1901, 1902, 1903, 1904, 1905, 1906, 1907                                   | srebro 835    | 5,0 g     | 23 mm    |           |
| 1 korona   | 1908 (60 rocznica panowania Franciszka Józefa I)                                                                                               | srebro 835    | 5,0 g     | 23 mm    |           |  | 1 korona   | 1912, 1913, 1914, 1915, 1916 (jak 1 korona z lat 1892–1907, lecz ze zmienionym wizerunkiem cesarza Franciszka Józefa I)          | srebro 835    | 5,0 g     | 23 mm    |           |
| 2 korony   | 1912, 1913 | srebro 835    | 10,0 g    | 27 mm    |           |  | 5 koron    | 1900, 1907 | srebro 900    | 24,0 g    | 36 mm    |           |
| 5 koron    | 1908 (60 rocznica panowania Franciszka Józefa I)                                                                                               | srebro 900    | 24,0 g    | 36 mm    |           |  | 5 koron    | 1909 (jak 5 koron z 1907 r., lecz z powiększonym wizerunkiem Franciszka Józefa I)                                                | srebro 900    | 24,0 g    | 36 mm    |           |
| 10 koron   | 1892, 1893, 1896, 1897, 1905, 1906 | złoto 900     | 3,3875 g  | 19 mm    |           |  | 10 koron   | 1908 (60 rocznica panowania Franciszka Józefa I)                                                                                 | złoto 900     | 3,3875 g  | 19 mm    |           |
| 10 koron   | 1909 (jak monety z lat 1892–1906, lecz ze zmienionym wizerunkiem Franciszka Jozefa I)                                                          | złoto 900     | 3,3875 g  | 19 mm    |           |  | 10 koron   | 1909, 1910, 1911, 1912 (jak poprzednia, lecz z powiększonym wizerunkiem Franciszka Józefa I)                                     | złoto 900     | 3,3875 g  | 19 mm    |           |
| 20 koron   | 1892, 1893, 1894, 1895, 1896, 1897, 1898, 1899, 1900, 1901, 1902, 1903, 1904, 1905                                                             | złoto 900     | 6,7751 g  | 21 mm    |           |  | 20 koron   | 1908 (60 rocznica panowania Franciszka Józefa I)                                                                                 | złoto 900     | 6,7751 g  | 21 mm    |           |
| 20 koron   | 1909 (jak monety z lat 1892–1905, lecz ze zmienionym wizerunkiem Franciszka Józefa I)                                                          | złoto 900     | 6,7751 g  | 21 mm    |           |  | 20 koron   | 1909, 1910, 1911, 1912, 1913, 1914, 1915, 1916 (jak monety z lat 1892–1905, lecz z powiększonym wizerunkiem Franciszka Józefa I) | złoto 900     | 6,7751 g  | 21 mm    |           |
| 20 koron   | 1916 (jak poprzednia, lecz z uproszczonym herbem Habsburgów na piersi orła)                                                                    | złoto 900     | 6,7751 g  | 21 mm    |           |  | 100 koron  | 1908 (60 rocznica panowania Franciszka Józefa I)                                                                                 | złoto 900     | 33,8753 g | 37 mm    |           |
| 100 koron  | 1909, 1910, 1911, 1912, 1913, 1914, 1915 | złoto 900     | 33,8753 g | 37 mm    |           |  |            | |               |           |          |           |